# Borys Miturski
Borys Miturski (ur. 20 czerwca 1989 w Częstochowie) – polski żużlowiec.
Borys Miturski przez całą swoją karierę związany jest z częstochowskim Włókniarzem. Również na częstochowskim torze zdał egzamin na licencję Ż – 9 sierpnia 2005.
Dwa lata później, 19 sierpnia 2007 zajął czwarte miejsce w finale Indywidualnych Mistrzostwach Europy Juniorów U-19. Następnego dnia wystosował list do Stowarzyszenia CKM Włókniarz, którym poinformował, że kończy wyczynowo uprawiać sport żużlowy. Swoją decyzję motywował, iż sposób, w jaki był traktowany przez zarząd i pracowników tego klubu nie godzi się z dalszą współpraca sportową. Tego samego dnia, jego ojciec Krzysztof spotkał się z prezesem Włókniarza i wyjaśnił, że jego syn decyzję o zakończeniu kariery podjął zbyt pochopnie i nadal deklaruje wolę startów w częstochowskim klubie.
Od 2014 jest wiceprezesem Stowarzyszenia CKM Włókniarza Częstochowa i jednym z trenerów młodych żużlowców. W sezonie 2015 startuje w barwach Orła Łódź.

## Sukcesy
- 2007: 4. miejsce w rozegranych w Częstochowie indywidualnych młodzieżowych Mistrzostwach Europy (zawodnicy do lat 19)